# ظهره النواري (المخادر)

تعديل مصدري - تعديل

ظهره النواري محلة تابعة لقرية العارضة القديمة، التابعة لعزلة السحول بمديرية المخادر إحدى مديريات محافظة إب في الجمهورية اليمنية، بلغ تعداد سكانها 71 حسب تعداد اليمن لعام 2004.